# Mohácsi Viktória
Bernáthné Mohácsi Viktória (Berettyóújfalu, 1975. április 1. –) roma származású, országosan ismert magyar politikus és jogvédő, a Medgyessy-kormány idején az oktatási tárca (roma és hátrányos helyzetű gyermekek integrációjáért felelős) miniszteri biztosa, 2004–2009 között az Európai Parlament (EP) képviselője az Európai Liberális, Demokrata és Reformpárt frakciójában a Szabad Demokraták Szövetsége színeiben – 2004. december 1-jén váltotta párttársát, Demszky Gábort a poszton.

## Közéleti tevékenysége
2008-ban Rómában „Premio Minerva” díjjal tüntették ki a romák jogainak védelméért tett erőfeszítéseiért.
Életveszélyes fenyegetések miatt 2009-ben rendőri védelmet kért.
New Yorkban 2010. október 21-én megkapta a rangos Human Rights First emberi jogi díjat a magyarországi romák elleni erőszak dokumentálásáért.
Jogvédőként a romaellenes támadásokat és gyűlölet-bűncselekményeket dokumentáló Mozgalom a Deszegregációért Alapítványt vezette, ami 2008 januárja és 2010 júniusa között 68 támadást dokumentált, amelyek közül 12-nek volt halálos áldozata.
Mohácsit sokan kritizálták a roma származásúak védelmében tett átgondolatlan nyilatkozatai miatt, melyek több alkalommal visszaütöttek, amikor a megvédett személyről kiderült, hogy bűnelkövető. Marian Cozma kézilabda-játékos roma elkövetők általi meggyilkolása után (lásd:  Veszprémi késelés) úgy nyilatkozott a televízió műsorában, hogy bizonyára provokálta őket. Magyarády Péter, Cozma csapatának elnöke cáfolta, hogy Cozma vagy társai rasszista kijelentéseket tettek volna a támadás előtt. Mohácsi később elnézést kért.
A Népszabadság értesülései szerint 2011 decemberében Torontóban telepedett le. Menedékjogi kérelmének 2016-ig tartó jogi eljárása után azonban a kanadai hatóságok elutasították a menedékjogi kérelmét. Ennek ellenére 2018-ban, hétéves procedúra után végül nem menedékjoggal, hanem humanitárius indoklás alapján szerzett állandó tartózkodási engedélyt (permanent resident) Kanadában.
Miközben biztonságban érzem magamat Kanadában, nagyon jól tudom, hogy a magyar titkosszolgálat hosszú karja itt Kanadában is elkaphat. De nem akarom, hogy esetleg a népem, vagy édesanyám és mások is a gyilkosok áldozatai legyenek.